# Miraclathurella
Miraclathurella is een geslacht van weekdieren uit de klasse van de Gastropoda (slakken).

## Soorten
- Miraclathurella bicanalifera (Sowerby I, 1834)
- Miraclathurella clendenini García, 2008
- Miraclathurella herminea (Bartsch, 1934)
- Miraclathurella kleinrosa (Nowell-Usticke, 1969)
- Miraclathurella mendozana Shasky, 1971
- Miraclathurella peggywilliamsae Fallon, 2010